# Јуриј Зорин
Јуриј Зорин (рус. Юрий Зорин; Туринск, 4. септембар 1947) био је совјетски атлетски репрезентативац и олимпијац на 400 м са препонама. Поред препона трчао је на 400 м и са штафетом 4 х 400 м. Такмичио се крајем 1960-их и почетком 1970-их година..
У 1969. учествовао је на Европским играма у дворани у Београду. То је било незванично Европско првенство у атлетици у дворани које се од 1970. одржава под тим именом. Био је трећи на 400 м, а други са штафетом 4 х 400 м. Исте године на Европском првенству на отвореном у Атини освојио је сребро поново са штафетом 4 к 400 метара.
На првом Европском првенству у атлетици у дворани 1970. у Бечу, био је трећи на 400 метара, а први са штафетом 4 у 400 метара, које са на овом првенству звала „Штафета 4 х 2 круга“ јер је круг у дворани био краћи за 5 метара од нормалног дворанског круга од 200 метара.
Због добрих резултата позван је у репрезентацију СССР на Летњим олимпијским играма 1972. у Минхену. Такмичио се у дисциплини 400 м са препонама, пласирао се у финале и завршио на 8 месту, поставивши у полуфиналној трци свој лични рекорд 49,60.